# Taxonomie des Gastropoda (Bouchet & Rocroi, 2005)

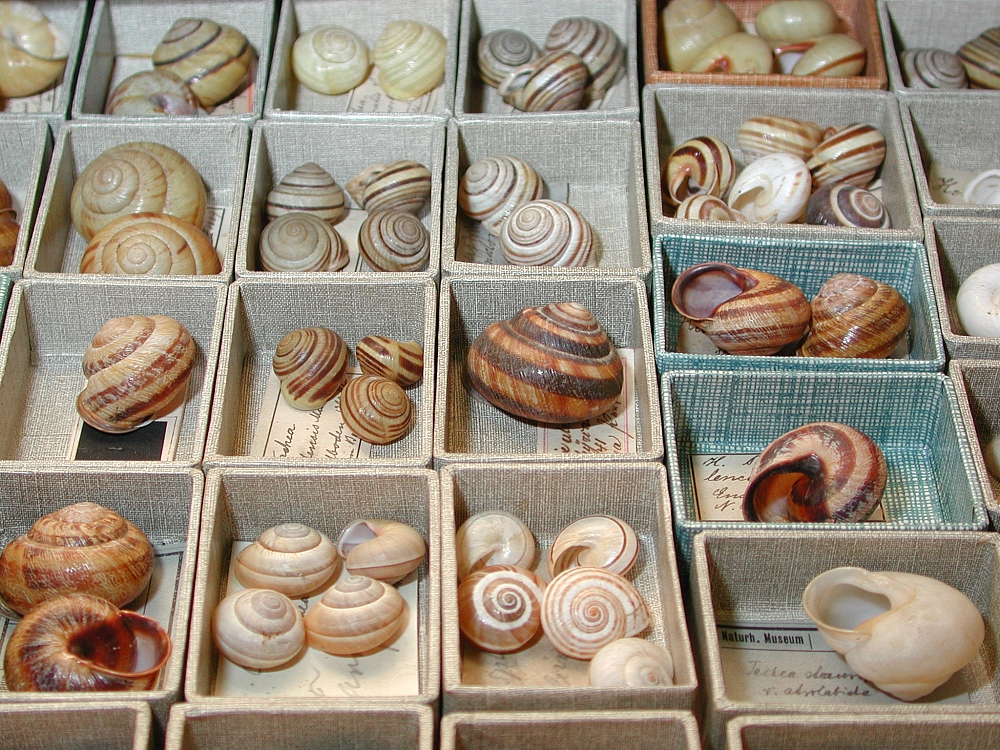
Coquilles de Gastropoda dans les collections d'histoire naturelle du musée de Wiesbaden

La Taxonomie des Gastropoda de 2005 est la dernière version actualisée de la taxonomie des gastéropodes mise à jour par les zoologistes et malacologistes français Philippe Bouchet et Jean-Pierre Rocroi (en). Cette taxonomie est une étape supplémentaire dans le sens de la taxonomie phylogénétique.
La taxonomie phylogénétique présente les lignées à partir d'une proximité morphologique (taxon) et selon l'analyse statistique des caractéristiques génétiques moléculaires. Divers taxons sont encore sans nom. Pour les groupes d'animaux avec des taxons sans nom, aucune monophylie n'a pour l'instant permis de les classer par des études génétiques ou par la connaissance de la paraphylie de groupes ou d'un de leurs sous-groupes.

## Présentation
En 2005, Philippe Bouchet et Jean-Pierre Rocroi publient une nouvelle taxonomie des gastréropodes dans le journal Malacologia, qui devient la classification de référence sur la classe des Gastropoda.
La taxonomie des Gastropoda est un système de classification scientifique des gastéropodes mollusques. Les gastéropodes constituent une classe taxonomique d'animaux qui se compose d'escargots et de limaces de toute nature, vivants sur terre ou bien dans l'eau douce et dans l'eau salée. Le protocole fixant cette taxonomie a été publié dans la revue Malacologia. Le système englobe toutes les familles connues de limaces et d'escargots vivants, et aussi des fossiles de gastéropodes (y compris certains groupes de fossiles qui peuvent ou non avoir été des gastéropodes).
Le système taxonomique Bouchet et Rocroi est la première taxonomie des gastéropodes complète utilisant le concept des clades et étudiée à partir de la recherche sur la phylogénie moléculaire, dans ce contexte, un clade est un « groupement naturel » des organismes en fonction d'une statistique d'analyse de cluster. En revanche, la plupart des systèmes taxonomiques globaux précédents pour les gastéropodes s'appuyaient sur les caractéristiques morphologiques de classement de ces animaux, et utilisé les taxons tels que l'ordre, super-ordre et sous-ordre, qui sont typiques des classifications qui sont toujours inspirés par la taxonomie de Linné.
Dans la taxonomie de Bouchet et Rocroi, les clades sont utilisés entre le rang de la classe et le rang de la superfamille. Les clades sont classés. Bouchet et Rocroi utilisent six principaux clades : Patellogastropoda, Vetigastropoda, Cocculiniformia, Neritimorpha, Caenogastropoda et Heterobranchia. Les trois premiers de ces clades majeurs n'ont pas de clades de nidification dans la taxonomie passe immédiatement au niveau de la superfamille. Dans le Caenogastropoda il y a un clade supplémentaire. 
Dans certaines parties de la taxonomie, au lieu de « clade », Bouchet et Rocroi ont étiqueté des groupes de taxons comme un «groupe» ou un «groupe informel». Un clade doit, par définition, contenir qu'une seule lignée, et il a été considéré que le cas des « groupes informels » peuvent soit contenir plus d'un lignage, ou contenir qu'une partie d'une lignée. D'autres recherches devront éventuellement résoudre ces questions. Depuis la publication de ce système taxonomique en 2005, diverses propositions de modifications ont été publiées par d'autres chercheurs. 

## Clades principaux, groupes et groupes informels
Les informations sont affichées sous la forme d'une arborescence ou cladogramme. Cependant cette classification est provisoire, un grand nombre de taxons sont encore seulement connus comme «groupes» ou « groupes informels », et ils sont très susceptibles d'être changé selon l'évolution des recherches et des nouvelles informations disponibles.
- Mollusques paléozoïque de position systématique incertaine
- Clade Patellogastropoda
- Clade Vetigastropoda
- Clade Cocculiniformia
- Clade Neritimorpha
  - Neritimorpha paléozoïque de position systématique incertaine
  - Clade †Cyrtoneritimorpha
  - Clade Cycloneritimorpha
- Clade Caenogastropoda
  - Caenogastropoda de position systématique incertaine
  - Groupe informel Architaenioglossa
  - Clade Sorbeoconcha
  - Clade Hypsogastropoda
    - Clade Littorinimorpha
    - Informal group Ptenoglossa
    - Clade Neogastropoda
- Clade Heterobranchia
  - Groupe informel Basse Heterobranchia
  - Groupe informel Opisthobranchia
    - Clade Cephalaspidea
    - Clade Thecosomata
    - Clade Gymnosomata
    - Clade Aplysiomorpha
    - Groupe Acochlidiacea
    - Clade Sacoglossa
    - Groupe Cylindrobullida
    - Clade Umbraculida
    - Clade Nudipleura
      - Clade Pleurobranchomorpha
      - Clade Nudibranchia
        - Clade Euctenidiacea
        - Clade Dexiarchia
          - Clade Pseudoeuctenidiacea
          - Clade Cladobranchia
            - Clade Euarminida
            - Clade Dendronotida
            - Clade Aeolidida

  - Groupe informel Pulmonata
    - Groupe informel Basommatophora
    - Clade Eupulmonata
      - Clade Systellommatophora
      - Clade Stylommatophora
        - Clade Elasmognatha
        - Clade Orthurethra
        - Groupe informel Sigmurethra